# 트리플 트러블 (영화)
트리플 트러블(Triple Trouble)은 미국에서 제작된 레오 화이트 감독의 1918년 영화이다. 찰리 채플린 등이 주연으로 출연하였고 제시 T. 로빈스 등이 제작에 참여하였다.

## 출연

### 주연
- 찰리 채플린
- 에드나 펄비안스

### 조연
- 레오 화이트
- 빌리 암스트롱
- 제임스 T. 켈리
- 버드 제이미슨
- 웨슬리 러글스
- 앨버트 오스틴